# Habibpur
Habibpur è una suddivisione dell'India, classificata come census town, di 9.360 abitanti, situata nel distretto di Bhagalpur, nello stato federato del Bihar. In base al numero di abitanti la città rientra nella classe V (da 5.000 a 9.999 persone).

## Geografia fisica
La città è situata a 25° 12' 44 N e 86° 58' 60 E.

## Società

### Evoluzione demografica
Al censimento del 2001 la popolazione di Habibpur assommava a 9.360 persone, delle quali 4.923 maschi e 4.437 femmine. I bambini di età inferiore o uguale ai sei anni assommavano a 1.918, dei quali 1.003 maschi e 915 femmine. Infine, coloro che erano in grado di saper almeno leggere e scrivere erano 3.709, dei quali 2.262 maschi e 1.447 femmine.